# Бер-л’Этан (кантон)
Бер-л’Этан (фр. Canton de Berre-l'Étang) — кантон во Франции, находится в регионе Прованс — Альпы — Лазурный Берег. Департамент кантона — Буш-дю-Рон. Входит в состав округа Истр. Население кантона на 1 января 2007 года составляло 33 239 человек. Всего в кантон Бер-л’Этан входят 3 коммуны, из них главной коммуной является Бер-л’Этан. Территория кантона расположена вдоль северо-восточного побережья озера Этан-де-Берр.
Главой кантона с декабря 2008 года является Марио Мартине (Социалистическая партия), до него, с марта 2004 по декабрь 2008 года кантон возглавлял Серж Андреони (см. на фр.) (Социалистическая партия), ранее, с 1992 по 2004 год Жорж Батиги (Социалистическая партия), с 1974 по 1992 год — Морис Гийю (Французская коммунистическая партия), с 1945 по 1974 год — Дени Падовани (Французская секция Рабочего интернационала и Социалистическая партия).

## Коммуны кантона
| Коммуна    | Население чел. | Почтовый индекс | Код INSEE |
| ---------- | -------------- | --------------- | --------- |
| Бер-л’Этан | 13 415         | 13130           | 13014     |
| Ронь       | 11 631         | 13340           | 13081     |
| Сен-Шама   | 6595           | 13250           | 13092     |